# روزاليند النشاشيبي
ليلى روزاليند النشاشيبي (من مواليد 1973) هي فنانة فلسطينية -إنجليزية مقيمة في لندن. عملت النشاشيبي بشكل أساسي بانتاج أفلام مقاس 16 مم ولكنها صنعت أيضًا العديد من اللوحات والمطبوعات. غالبًا ما يناقش فنها الملاحظات اليومية المدمجة مع العناصر الأسطورية، مع الأخذ في الاعتبار العلاقات واللحظات بين المجتمع وأسرتها الممتدة.

## النشأة والتعليم
وُلدت النشاشيبي عام 1973 لأب فلسطيني وأم أيرلندية، في كرويدون، وهي بلدة كبيرة في جنوب لندن. وحصلت على بكالوريوس الفنون الجميلة من جامعة شيفيلد هالام، جنوب يوركشاير بالمملكة المتحدة عام 1995. حصلت على درجة الماجستير في الفنون الجميلة من مدرسة جلاسكو للفنون في عام 2000. وخلال هذا الوقت أمضت ثلاثة أشهر في معهد كاليفورنيا للفنون، كاليفورنيا، كجزء من برنامج تبادل طلابي للماجستير.

## العمل
يتكون جزء كبير من أعمال النشاشيبي من أفلام عن الحياة اليومية في البيئات الحضرية. تعمل بشكل رئيسي أبفلام مقاس 16 مم بالإضافة إلى التصوير الفوتوغرافي والطباعة والرسم. غالبًا ما تستخدم أفلامها تقنيات سرد مختلفة من أجل ربط المشاهد المسرحية بصور الحياة الحقيقية.
تتألف سلسلة أبي (بالانجليزية: Abbeys) المنشور عام 2006م من سلسلة من أربع صور فوتوغرافية بالأبيض والأسود تصور كل منها منظرًا مقلوبًا لقنطرة الدير والتي تكشف عند قلبها عن وجه مجسم. استندت تلك الصور الغريبة على صور وجدتها النشاشيبي في ألبوم صور قديم.
يتكون فيلم أصل الأشياء (بالانجليزية:The State of Things) من فيلم أبيض وأسود لسيدات كبيرات في السن في سوق بيع البضائع المستعملة لجيش الخلاص في غلاسكو مع أغنية شاعرية للمغنية المصرية أم كلثوم على الموسيقى التصويرية. لم يكن موقع الفيلم واضحًا بشكل دقيق، وقالت النشاشيبي إن الكثير من الناس افترضوا عند مشاهدة لقطات الفيلم لأول مرة أن النساء من ثقافة غير بريطانية أو من زمن سابق.
صُوّر فيلم ضاحية البريد، قضاء البريد، في الضفة الغربية في منطقة صممها جد الفنانة. يتألف الفيلم عبارة من أشخاص يلعبون كرة القدم، ويقصون شعرهم وما إلى ذلك. يصور الفيلم الغرب الأوسط وحقول الغرب الأوسط الحياة في أوماها بنبراسكا.
تعمل روزاليند بالتعاون مع الفنانة لوسي سكير تحت اسم النشاشيبي / سكير. اجتمع الاثنان في غلاسكو، وبدأوا العمل معًا في عام 2005 عندما قاموا بأول عمل مشترك لهم بعنوان السفير، وهو شريط فيديو على شاشتين عن القنصل العام البريطاني في هونغ كونغ. استمر الاثنان في التعاون جنبًا إلى جنب مع ممارساتهم الفردية، وغالبًا ما يصنعون أفلامًا مقاس 16 مم معًا، لتبادل الاهتمامات المشتركة من خلال صناعة الأفلام والمعارض بما في ذلك التمثيل النسائي والثقافات العالمية.  نال عملهم المشترك سمعة دولية كبيرة.
أصبحت النشاشيبي في عام 2019 أول فنانة تعمل في المعرض الوطني بلندن، في مخطط جديد مرتبط ببرنامج الفن الحديث والمعاصر. تشمل الإقامة لمدة عام العمل في الاستوديو الموجود في المعرض، والحصول على جائزة لتمويل عملها لهذا العام، والوصول إلى مجموعات وأبحاث المعرض، والتتويج بالمعرض ونشر أعمالها.  
ترشحت في عام 2017 لجائزة تيرنر، حيث عرضت أعمالها في معرض جائزة تيرنر في معرض فيرينز في هال إلى جانب المرشحين الثلاثة الآخرين. عرضت الفيلمين المرشحة عنهمت وهما حديقة فيفيان (2017) وكهرباء غزة (2015). عُرض حديقة فيفيان سابقًا في معرض دوكومنتا 14، والذي يركز على العلاقة بين الأم وابنتها الفنانات فيفيان سوتر وإليزابيث وايلد في منزلهما في غواتيمالا وحياتهم اليومية.  أُنشيء كهرباء غزة في متحف الحرب الإمبراطوري، ويجمع بين لقطات فيلم حقيقية ورسوم متحركة لتصوير الحياة اليومية في غزة والجو المعقد المشحون للمكان.
عيّنها رئيس الوزراء البريطاني في عام 2022 كمسؤل فني إداري في معرض تيت لمدة أربع سنوات.

## الجوائز
- 2003: فازت بجائزة بيكس فيوتشر Beck's Futures، وهي أول امرأة تفوز بذلك ، عن فيلمها أصل الأشياء The State of Things.[29]
- 2006: جائزة ديسيبل.[30]
- 2013: ترشحت في القائمة المختصرة لجائزة الفن الشمالي.[31]
- 2014: جائزة مؤسسة بول هاملين.[32]
- ترشحت عام 2017 لجائزة تيرنر[33] عن عملها بالتعاون مع ابنتها بولين ماناكوردا.

## المعارض
- آلات البكالوريوس، الجزء الأول، معرض تشيزنهال لندن، 2007.[34]
- رؤية كارلو، عادات الجسم، مؤسسة نوماس في روما، 2011.[35]
- الرسام ورجل التسليم، معرض أوبجكتيف، في أنتويرب 2013.[36]
- كهرباء غزة، متحف الحرب الإمبراطوري في لندن، 2015.[37]
- قبيلتان، معرض موراي جاي، نيويورك، 2016.[38][39]
- روزاليند النشاشيبي: حديقة فيفيان، معهد شيكاغو للفنون في شيكاغو، 2018.[40]
- روزاليند النشاشيبي: معرض فردي، مركز ويت دي ويث للفن المعاصر في روتردام، 2018.[41][42]
- معرض ديب ريدر في فيينا، 2019.[43]
- فيض من العاطفة والمشاعر، المعرض الوطني في لندن، 2020.[44]

## المجموعات
- معرض تيت.[45][46]
- المجلس الثقافي البريطاني.[47]
- المعارض الوطنية في اسكتلندا.[48]
- متحف المتروبوليتان للفنون في نيويورك.[49]
- معهد شيكاغو للفنون.[50]
- متحف الفن الحديث بنيويورك.[51]